# 雪豹 (电视剧)
《雪豹》是2010年中国大陆的战争剧，讲述了中华民国从“一·二八事变”到淞沪會战一直到第二次中日战争结束的历史。

## 剧情
1932年初，大日本帝国在中華民國上海市寻事挑衅，随后向国民革命军第十九路军发起攻击，“雪豹突击队”由此诞生，而后他们将面临大日本帝国陆军和国军的攻击，最后坚持到抗战胜利。

## 制作
该剧改编自网络小说《特战先驱》。
文章作为主演，出演了一个精通通晓英文、德文、日文的特战英雄。
女主角陶飞霏则出演一个打入中国国民党内部的中共间谍，同时是交际花。
《雪豹》在北京市丰台区王佐乡八一影视基地取景。

## 奖项
- 2011年8月23日，第28届中国电视剧飞天奖提名荣誉奖。[4]
- 2010国剧盛典 2010年度十佳电视剧第7名